# Cártel de los Beltrán Leyva
El Cártel de los Beltrán Leyva fue una organización delictiva establecida en Sinaloa, México. Originalmente fue liderada por los hermanos, Arturo Beltrán Leyva, Alfredo Beltrán Leyva, Carlos Beltrán Leyva y Héctor Beltrán Leyva. Primordialmente, eran socios en la organización criminal conocida como el Cártel de Sinaloa, dirigida por Ismael Zambada García (El Mayo) y Joaquín Guzmán Loera (El Chapo) con base en el estado de Sinaloa, México.Los hermanos Beltrán Leyva terminaron por separarse del Cartel de Sinaloa definitivamente en abril de 2008, librando una guerra criminal en diversas partes de México contra sus exsocios, a raíz de la captura de Alfredo Beltrán Leyva en enero de 2008. A partir de 2010 la organización se dividió en pequeñas organizaciones que trabajaron en forma independiente.
Fundado en el seno del Cártel de Sinaloa, los Beltrán Leyva fueron responsables del transporte y venta al por mayor de cocaína, heroína y marihuana (y la producción de las dos últimas). Controlaba numerosos corredores de narcotráfico y se dedicaba al contrabando de personas, lavado de dinero, extorsión, secuestro, asesinato y tráfico de armas.
Los Beltrán Leyva fueron uno de los cárteles más dominantes de México, llegándose a infiltrar en varias agencias del gobierno e incluso de la Interpol en México. Su último líder conocido, Héctor Beltrán Leyva, fue arrestado el 1 de octubre de 2014.
. El 11 de agosto de 2011 autoridades mexicanas capturaron uno de los más importantes exjefes del cártel, llamado "el último eslabón importante de los Beltrán-Leyva", propiciando que las autoridades la declararan como desarticulada.

## Historia
Nacidos en el campo de Sinaloa en la década de 1960, los hermanos Beltrán Leyva (Arturo, Carlos, Alfredo  y Héctor) trabajaron de cerca con su primo, Joaquín "El Chapo" Guzmán, el líder del Cártel de Sinaloa, durante décadas de contrabando. 
Al sentir un vacío en el rival Cártel del Golfo después del arresto de Osiel Cárdenas el 14 de marzo de 2003, el Cártel de Sinaloa comenzó a moverse hacia el territorio del Cártel del Golfo. Las pandillas lucharon entre sí en las ciudades del norte de México, lo que provocó la muerte de cientos de personas, incluidos algunos civiles, policías y periodistas. En 2004 y 2005, Arturo Beltrán Leyva lideró poderosos grupos de asesinos para luchar por las rutas comerciales en el noreste de México para el Cártel de Sinaloa. Mediante el uso de la corrupción o la intimidación, el Cártel de Beltrán Leyva pudo infiltrarse en la política de México, instituciones judiciales y policiales para alimentar información clasificada sobre operaciones antidrogas, e incluso se infiltró en la oficina de Interpol en México.
Durante el 2010, el excoronel del los Beltran Leyva Óscar Osvaldo García Montoya (a.k.a. El Compayito) algunos remanentes de la organización intentaron rearmar otra organización llamándola La Mano con Ojos. García Montoya fue arrestado el 11 de agosto de 2011; la Procuraduría General de Justicia de México había colocado una recompensa de $ 5 millones de pesos ($400,000 dólares)por su captura.  Autoridades confirmaron que García Montoya era el "último eslabón importante de los Beltrán Leyva", y que el cártel estaba desarticulado.
Fuerzas alíadas a Los Zetas y remanentes de los Beltrán-Leyva se enfrentaron entre el 26 y 28 de abril de 2012 en las montañas de Choix. Al menos 32 sicarios se confirmaron que murieron en los combates. La renovada lucha en el estado de Sinaloa entre la OBL y el Cártel supuestamente es provocada por la incursión del Cártel y sus aliados en Nuevo Laredo, tradicionalmente el bastión más grande de los Zetas.
El último líder del cártel, Héctor Beltrán Leyva, fue capturado el 1 de octubre de 2014 mientras comía en un popular restaurante de San Miguel de Allende, Guanajuato. Estados Unidos ofrecía una recompensa de 5 millones de dólares por información que condujera a su arresto. mientras que el gobierno mexicano ofrecía $2.1 millones como recompensa.

## Alianzas con distintos Carteles
Cuando Alfredo Beltrán Leyva ("El Mochomo") fue arrestado el 20 de enero de 2008 por fuerzas especiales del Ejército Mexicano, los hermanos Beltrán Leyva culparon al "Chapo Guzmán" de traición y se rebelaron contra él. Como resultado, por varias semanas el estado de Sinaloa fue escenario de sangrientos enfrentamientos entre narcotraficantes. En uno de estos enfrentamientos el 8 de mayo de 2008, el hijo de "El Chapo" Guzmán, Edgar Guzmán, fue asesinado con rifles de asalto y lanzagranadas. Este fue un gran golpe para la organización, ya que supuestamente supervisó operaciones de contrabando de drogas a gran escala y fue un lavado de dinero clave para el cartel.
Horas después de este asesinato, los hermanos Beltrán Leyva dirigieron el asesinato del Director de la Policía Federal, Édgar Millán Gómez y otro oficial federal en la ciudad capital.
En mayo de 2008, los hermanos Beltrán Leyva y varios de sus agentes se unieron a Los Zetas, por lo que el 30 de mayo de 2008, el gobierno de los Estados Unidos clasificó a los hermanos Beltrán Leyva bajo el 'Kingpin Act' para interferir legalmente en su estructura de finanzas, lavado de dinero y hacer todo lo posible para asistir a su arresto.
Un grupo de estos sicarios fue capturado en una casa de Ciudad de México con decenas de rifles de asalto, pistolas, lanzagranadas, 30 granadas de manos, y -chaquetas impermeables con la leyenda FEDA, el acrónimo en español de 'Fuerzas Especiales de Arturo'. Al parecer, los hermanos Beltrán Leyva responsabilizaron a su socio Joaquín "Chapo" Guzmán por la detención de su hermano, y en represalia ordenó el asesinato del hijo de Guzmán, Édgar Guzmán López, de 22 años, perpetrado en el estacionamiento de un centro comercial por al menos 15 hombres armados con rifles de asalto y lanzagranadas. El impacto residual del arresto de Alfredo no solo socavó las alianzas a largo plazo, sino que resucitó las animosidades entre los líderes del cartel rival Joaquín "El Chapo" Guzmán y los nuevos aliados de Arturo, el Cártel de Juárez, y proporcionó el catalizador detrás del derramamiento de sangre en la ciudad más violenta de México en aquel entonces. Los hermanos Beltrán Leyva, y aquellos leales que partieron del cártel con ellos, se aliaron con Los Zetas, provocando una escalada del conflicto en bastiones compartidos con inquietud por los "viejos" líderes.
En febrero de 2010, el Cártel de los Beltrán Leyva y Los Zetas entablaron una violenta guerra territorial contra la nueva alianza integrada por el Cártel del Golfo, Cártel de Sinaloa y el Cártel de La Familia Michoacana en la ciudad fronteriza de Reynosa, Tamaulipas,, convirtiendo a algunos pueblos fronterizos en "pueblos fantasmas". Informes oficiales de principios de 2010 revelaron luchas internas por el control del cártel y su territorio. Una facción estaba dirigida por los tenientes Édgar Valdez Villarreal y Gerardo Álvarez-Vázquez, mientras que la otra estaba dirigida por Héctor Beltrán Leyva y su lugarteniente Sergio Villarreal Barragán. En abril de 2010, Héctor Beltrán Leyva creó una célula o rama de corta duración en el estado de Morelos llamada Cártel del Pacífico Sur conocido por haber empleado a un sicario de 12 años apodado "El Ponchis". La Organización Beltrán Leyva (BLO), que anteriormente estaba alineada con el Cártel de Sinaloa, comenzó a trabajar en su estado natal de Sinaloa con pequeños cultivadores de amapola y luego se levantó con los sinaloenses, quienes construyeron organizaciones a nivel nacional. Entre estos estaba Amado Carrillo Fuentes, quien los empleó como sicarios y transportistas. Carrillo Fuentes dirigía el poderoso Cártel de Juárez y les pidió que comenzaran a establecer rutas de tráfico de drogas que se extendieran hacia el sur hasta Colombia y hacia el norte hasta los Estados Unidos.
Los Beltrán Leyva se convirtió en aliado del Cártel de Los Zetas, el antiguo brazo armado del Cártel del Golfo. Las dos organizaciones se complementan. Los Zetas tienen su base de poder en la frontera este de Estados Unidos y México y operan a lo largo de la costa del Caribe a través de América Central. Los Beltrán Leyva tenía su base de poder en el occidente, en Guerrero, Morelos y el Estado de México. Combinados, tenían algunos de los paramilitares más sofisticados y mejor equipados de México. Sin embargo, también hubo aspectos negativos. Los dos se aliaron por razones prácticas más que ideológicas o familiares. Su vínculo proviene de su enemigo común: el Cártel de Sinaloa. Por lo tanto, su alianza era frágil. Desde febrero de 2010 lucharon junto a Los Zetas contra todos los demás carteles mexicanos. El Cártel del Pacífico Sur es una rama del debilitado Cartel Beltrán-Leyva.

## Edgar Valdez Villarreal
Los hermanos Beltrán Leyva han ido extendiendo su poder mediante el uso de la fuerza por medio de Edgar Valdez Villarreal ("La Barbie" o "El Tigrillo") en Guerrero, Chiapas, Querétaro, Quintana Roo, Nayarit, Sonora, Sinaloa, Tamaulipas, Estado de México y el Distrito Federal. Este miembro es brazo ejecutor y responsable de un sinfín de muertes y ajustes de cuentas y se le atribuye la muerte del general de Cancún, Enrique Tello Quiñones.

## Liderazgo
El 21 de enero de 2008, elementos de la Procuraduría General de la República (PGR), hoy en día Fiscalía General de la República (FGR) y de la Secretaría de la Defensa Nacional detienen a Alfredo Beltrán Leyva (alias "El Mochomo") junto con tres miembros de su cuerpo de seguridad en Culiacán, Sinaloa.
El 16 de diciembre de 2009, elementos de la infantería de marina se enfrentaron en Cuernavaca, Morelos a sicarios de los Beltrán Leyva, resultando muerto en el enfrentamiento Arturo Beltrán Leyva (alias "El Barbas" o "El Jefe de Jefes"), además de otros 5 sicarios, uno de ellos, Gonzalo Octavio Araujo (hijo del famoso narcotraficante Gonzalo "Chalo" Araujo) uno de los más temidos.
El 30 de diciembre de 2009 Carlos Beltrán Leyva fue detenido en Culiacán por elementos de la Policía Federal.
El 30 de agosto de 2010 es arrestado Edgar Valdez Villarreal ( alias " la Barbie") líder de la facción denominada Los Negros en un operativo llevado a cabo por la Policía Federal.
El 12 de septiembre de 2010, personal de infantería de la Secretaría de Marina capturó en la ciudad de Puebla a Sergio Villarreal Barragán (alias "El Grande"), considerado el segundo en la estructura del cártel tras el rompimiento de Edgar Valdez "La Barbie" con Héctor Beltrán Leyva.
El 1 de octubre de 2014 fue detenido Héctor Beltrán Leyva en Guanajuato sin disparar un solo tiro junto con Germán Goyeneche Ortega, que fungía como su operador financiero, y ambos portaban armas cortas de uso exclusivo del ejército.
El 9 de febrero de 2017, Juan Francisco Patrón Sánchez, alias "H2", fue abatido en un operativo realizado por personal de la Armada de México en Tepic, Nayarit junto a otros siete civiles armados, los cuales se presume que formaban parte de la misma organización delictiva.

## La muerte de Arturo
Desde la muerte de Marcos Arturo Beltrán Leyva el 16 de diciembre de 2009, y la desaparición de su hijo Santiago Beltrán, además de la muerte del hijo del Chapo Y el arresto de Edgar Valdez Villarreal el 31 de agosto de 2010, los Beltrán Leyva perdieron mucha de su influencia, dividiéndose en diferentes grupos independientes:
- Cártel del Pacífico Sur en Morelos
- Los Pelones en el Estado de México, Chiapas, Quintana Roo y Morelos.
- Los Granados en las municipalidades de Ixtapa y Zihuatanejo en el Estado de Guerrero.
- La Mano Con Ojos y Cártel del Centro en Estado de México y Ciudad de México.
- Cártel Independiente de Acapulco y La Barredora en Guerrero.
- Los Mazatlecos ó Cártel de Guasave y Cártel de La Mochomera en Sinaloa y Nayarit, leales a los Beltrán Leyva.
- Cártel de la Sierra en Guerrero.
- La Oficina en Aguascalientes.
- Guardianes Morelenses en Morelos.
- La Nueva Administración en Morelos y Ciudad de México.
- Los Rojos, en Morelos y Guerrero.
- Guerreros Unidos en Morelos, Guerrero, Puebla, Oaxaca, y Ciudad de México.
- Los Tequileros, una célula de Guerreros Unidos Tierra Caliente conocidos por extorsionar a políticos.[52]